# Anna Suda
Anna Suda (須田 アンナ?) es una actriz filipina-japonesa. Es miembro del grupo japonés Happiness, una unidad dentro de E-girls.

## Filmografía

### Dramas
| Año  | Título                                          | Rol                  | Red              | Notas                        | Ref.  |
| ---- | ----------------------------------------------- | -------------------- | ---------------- | ---------------------------- | ----- |
| 2013 | Shinryo-chu -in the Room-                       | Minami Kaihara / Miu | Nippon TV        |                              |       |
| 2013 | Ashita no Hikari wo Tsukame -2013 Natsu-        | Aoi Ota              | Tokai TV/Fuji TV | Protagonistas                | [ 4 ] |
| 2014 | Koibumi Biyori (A Perfect Day for Love Letters) | Natsume Shinohara    | Nippon TV        | Episodio 6; elenco principal | [ 5 ] |
| 2018 | Hapigora! (Happy-Go-Lucky!)                     | Mae                  | GYAO!            | web-drama; principal         |       |

### Programas de televisión
| Año           | Título    | Red     | Ref.        |
| ------------- | --------- | ------- | ----------- |
| 2018–presente | Gachamuku | BS Fuji | [ 6 ] [ 7 ] |